# NVIDIA深度学习培训中心
NVIDIA深度学习培训中心（又稱NVIDIA深度學習學院，簡稱DLI）是英伟达创办的学习培训机构，为开发者、研究人员和学生提供人工智能、加速计算、数据科学和图形仿真领域的开发培训。
課程主要是教授學員利用云端配置的GPU开发环境学习和实践来培养端到端的应用开发和技能。提供包括个人在线自学，公开课和企业培训，以及校园培训等培训模式。完成后可获得 NVIDIA 培训认证证书。
在校教师可申请加入"校园大使"和"教学套件"项目，获得理论和应用开发实践方面的课程资源。培训包括有深度学习理论与实践系列、CUDA加速计算系列、人工智能行业应用开发系列、多GPU应用实践系列、数据科学系列。